# Evangelisch-Lutherse kerk (Harlingen)
De Evangelisch-Lutherse kerk is een kerkgebouw in Harlingen in de Nederlandse provincie Friesland.

## Geschiedenis
De zaalkerk uit 1879 werd gebouwd naar ontwerp van de gebroeders J. en J. Posthumus. De architecten lieten zich inspireren door een Engelse neogotische bouwstijl. De eerste steen werd gelegd op 19 april 1870.
De kerkgebouw werd in 1977 verbouwd tot woon- en winkelpand. Het orgel uit 1845 werd gemaakt door L. van Dam en Zonen. De orgelkast werd in 1978 gebruikt voor een orgel in de Noorderkerk van Drachten.

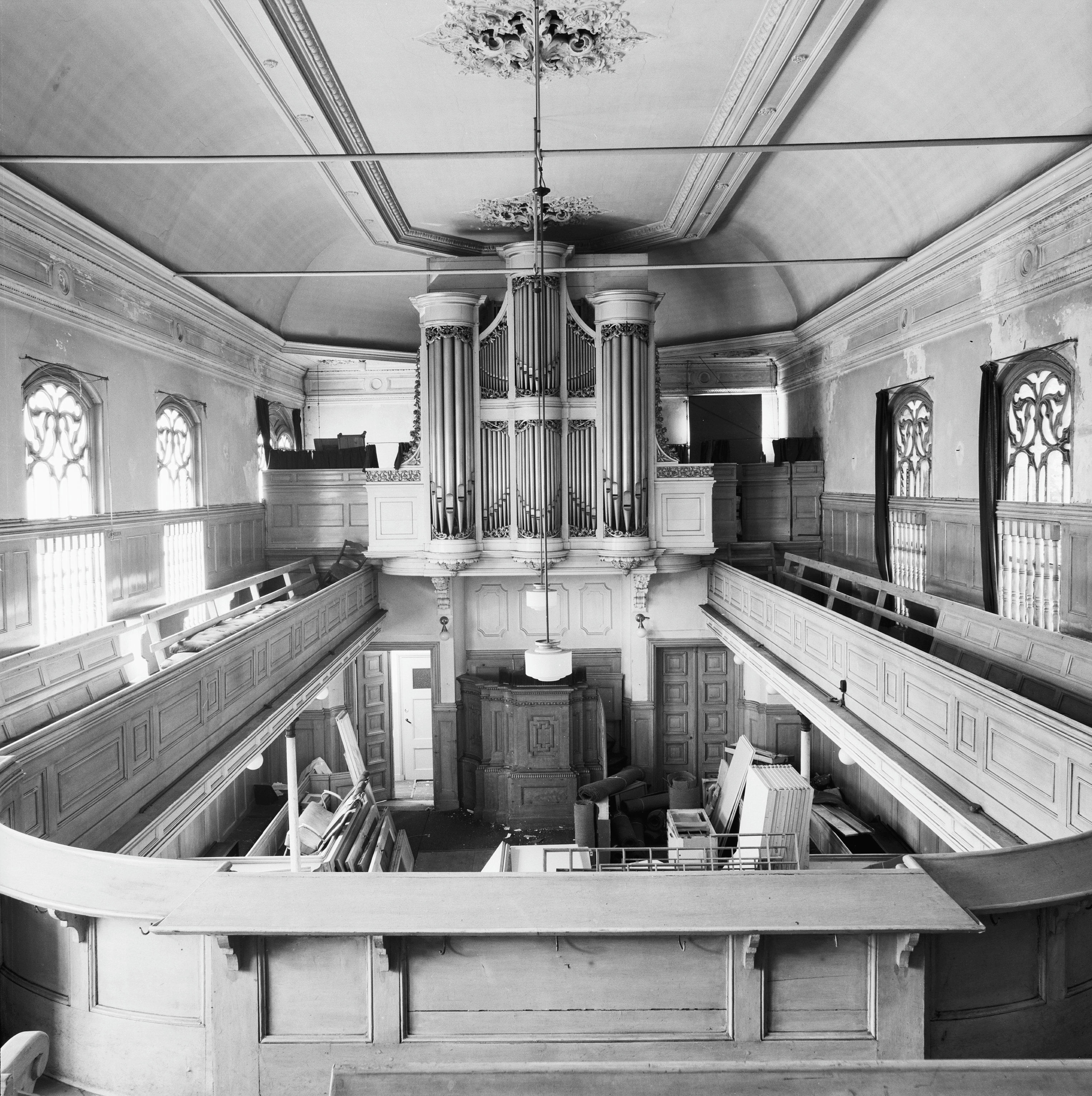
Interieur met orgel (1977)
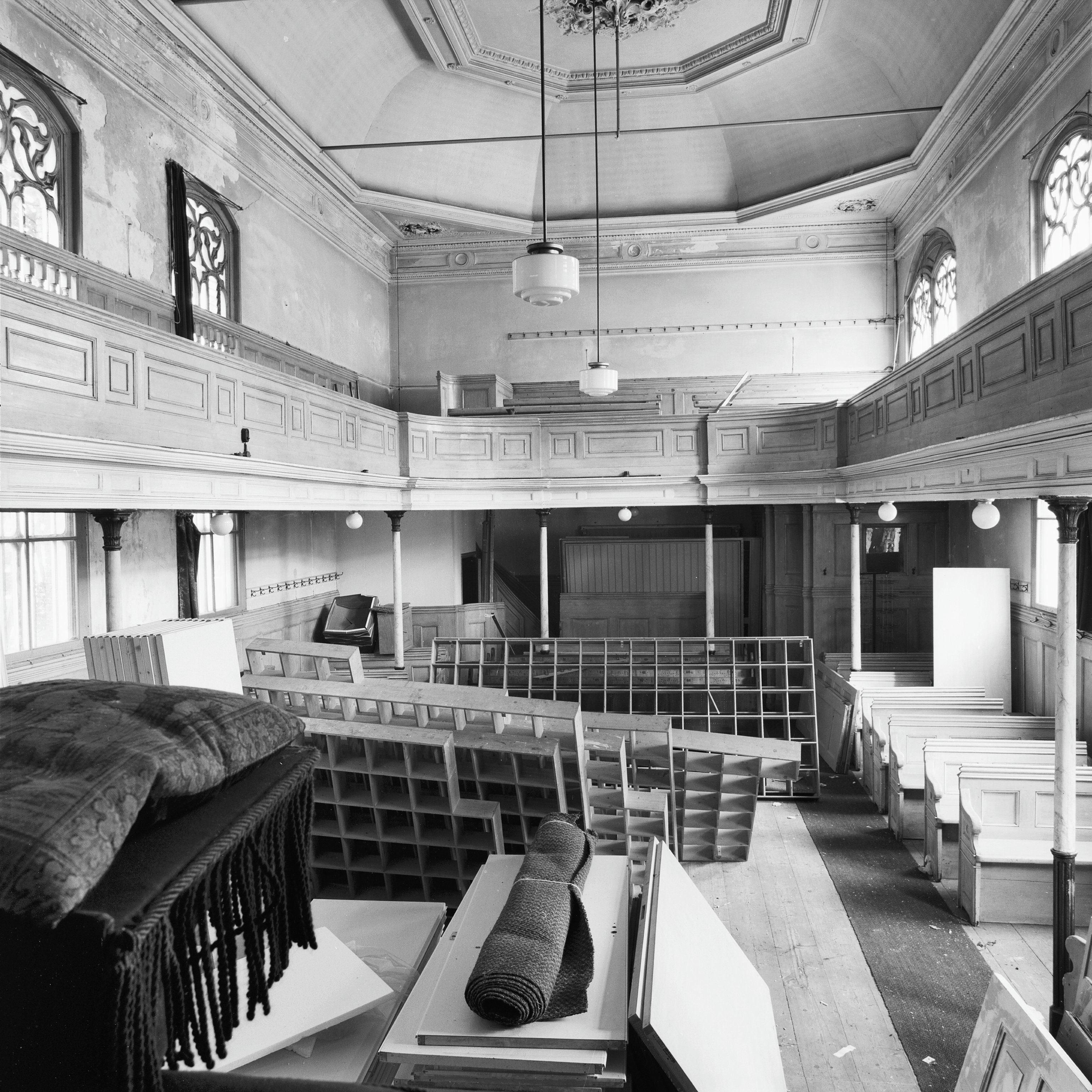
Interieur

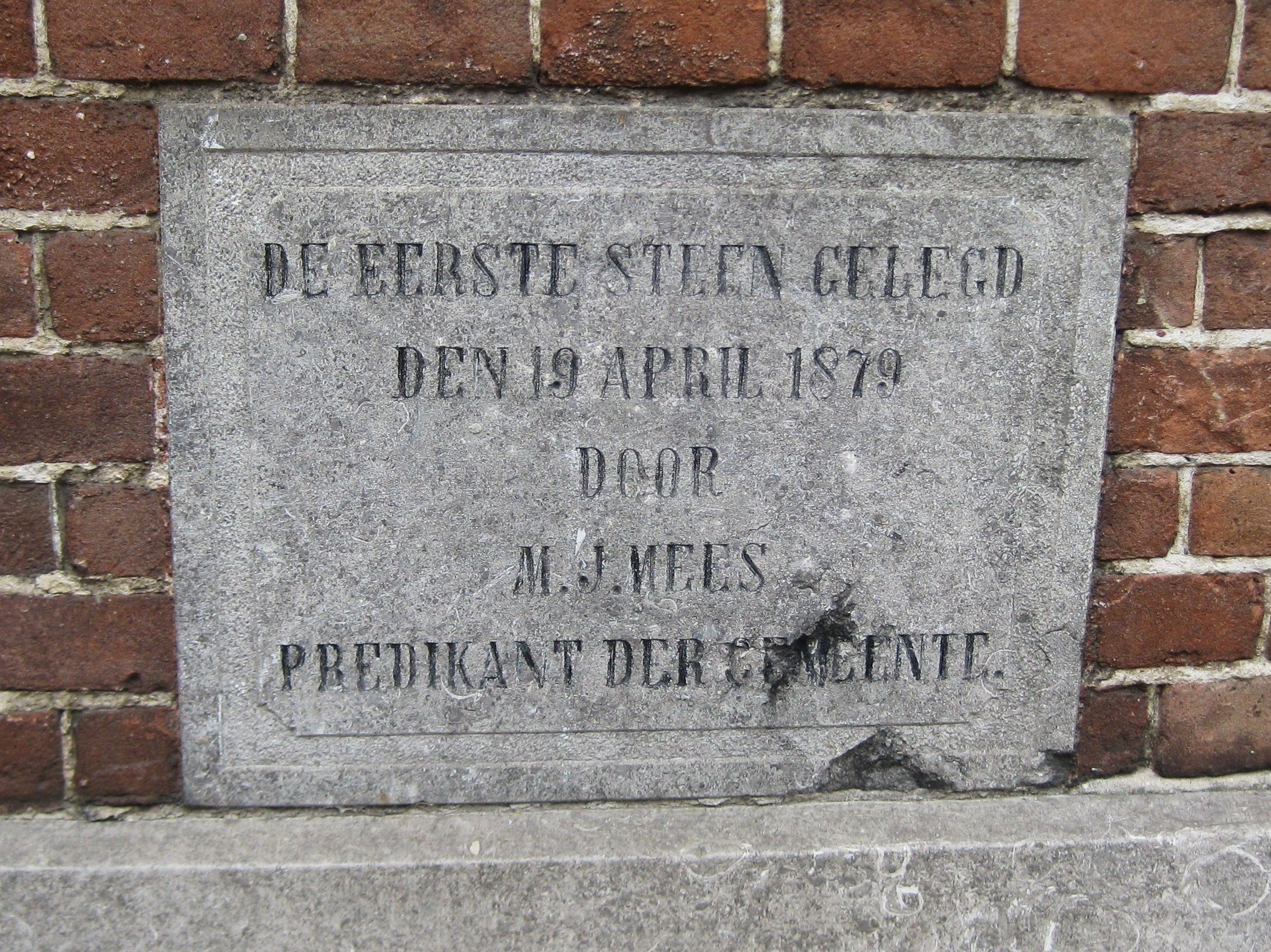
Eerste steen